# Tadashi Sawashima
In deze Japanse naam is Sawashima de geslachtsnaam.
Tadashi Sawashima (Japans: 沢島 忠 Sawashima Tadashi) (Kotō, 19 mei 1926 – Tokio, 27 januari 2018) was een Japans film- en toneelregisseur. Hij wordt beschouwd als een pionier van het jidaigekigenre.

## Biografie

### Jeugd en studietijd
Sawashima werd geboren in Kotō, een voormalige gemeente in de prefectuur Shiga, dat sinds 11 februari 2005 onderdeel is van de shi (stad) Higashiomi. In 1948 begon hij met studeren aan de Faculteit der Letteren van de Doshisha Universiteit in Kioto. Aldaar nam hij deel aan een theatergezelschap, geleid door een professor, als productieassistent.

### Begin carrière
In 1949 stopte hij voortijdig met zijn opleiding. In 1950 gaat hij werken voor Toei Company en werkte daar als regieassistent onder de regisseurs Masahiro Makino en Kunio Watanabe, voordat hij zelf in 1957 debuteerde als regisseur van de film 'Torawakamaru de Koga-Ninja' (Ninjutsu gozen-jiai). Hij is vooral bekend vanwege zijn films over de Yakuza; de Japanse maffia. Maar hij regisseerde ook jidaigeki, kostuumdrama's over onder andere samoerai uit de edoperiode. Sawashima regisseerde zijn laatste film in 1977 en regisseerde daarna voornamelijk toneelvoorstellingen.

### Eind carrière en overlijden
In zijn laatste jaren heeft hij getracht om Chūshingura te verfilmen, een bekend en veelvuldig verfilmd samoeraidrama uit Japan, hierin is Sawashima niet geslaagd. In 2017 heeft hij op het Japan Academy Prize-gala de 40e Special Prize ontvangen voor zijn oeuvre als regisseur. Eind 2017 is hij Sawashima opgenomen in het ziekenhuis vanwege een slechter wordende gezondheid en is komen te overlijden op 27 januari 2018 vanwege meervoudige orgaandeficiënties. Tadashi Sawashima is 91 jaar oud geworden.
- CiNii: DA12133442
- International Standard Name Identifier: 0000 0001 4060 8991
- Library of Congress Control Number: no2017043766
- Bibliotheek van het Japanse parlement: 00889970
- Système universitaire de documentation: 121237060
- Virtual International Authority File: 203304139
- WorldCat: E39PBJvH7XgWFQPpCpc3txF3Qq